# Lluís Miret
Lluís Miret Pastor (Gandía, 1973) es profesor, economista y escritor español en lengua catalana. 

## Biografía
Doctor en economía, es profesor titular en la Universidad Politécnica de Valencia, en el Campus de Gandia. Ha sido director del CEIC Alfons el Vell. 
En su labor como escritor, se ha dedicado especialmente a la literatura juvenil. Ha ganado diversos premios de novela como el Ciutat d'Alzira o el Premi Les Talúries, el premi Carmessina de literatura infantil o los premios Ramón Muntaner o el Mallorca de narrativa juvenil

## Obras
- Una espessa boira blanca (2003)
- La muntanya d’argent (2005)
- Felip Marlowe i la Banda dels Barracons (2007)
- Les valls dels bandolers (2007, Premio Ramón Muntaner de literatura juvenil)
- PQPI Connection (2011, Premio Mallorca de narrativa juvenil)
- Jordi i el tresor de les vint perles (2007. Premio Carmesina de Narrativa Infantil ).
- Local hero (2009), novela para adultos.[3] Premio Les Talúries
- L'ombra del mal (2014), novela para adultos ambientada en el siglo XVII, Premio de Novela Ciudad de Alcira[4]